# Trichopteryx uniformata
Trichopteryx uniformata är en fjärilsart som beskrevs av Barend J. Lempke 1969. Trichopteryx uniformata ingår i släktet Trichopteryx och familjen mätare. Inga underarter finns listade i Catalogue of Life.